# Mistrzostwa Śródziemnomorskie w Zapasach 2015
V Mistrzostwa śródziemnomorskie w zapasach w rozgrywane były w Madrycie, w dniach 18-19 kwietnia 2015 roku, w hali Pabellón Exterior del Consejo Superior de Deportes.

## Tabela medalowa
Gospodarz zawodów został zaznaczony kolorem.
| Poz. | Państwo            |    |    |    | Łącznie |
| ---- | ------------------ | -- | -- | -- | ------- |
| 1    | Hiszpania          | 9  | 10 | 14 | 33      |
| 2    | Grecja             | 6  | 4  | 6  | 15      |
| 3    | Francja            | 2  | 1  | 4  | 7       |
| 4    | Serbia             | 2  | 1  | 2  | 5       |
| 5    | Portugalia         | 2  | 0  | 1  | 3       |
| 6    | Turcja             | 1  | 3  | 0  | 4       |
| 7    | Włochy             | 1  | 1  | 1  | 3       |
| 8    | Monako             | 1  | 0  | 0  | 1       |
| 9    | Cypr               | 0  | 2  | 0  | 2       |
| 10   | Macedonia Północna | 0  | 1  | 0  | 1       |
| -    | Czarnogóra         | 0  | 1  | 0  | 1       |
| 12   | Malta              | 0  | 0  | 1  | 1       |
|      | Łącznie            | 24 | 24 | 29 | 77      |

## Rezultaty

### Mężczyźni

#### Styl klasyczny
| Konkurencja         | Złoto             | Srebro                   | Brąz                                  |
| Kategoria do 59 kg  | Albert Baghumyan  | Joaquín Martínez Abellán | Ariles Adjaoud Dragan Dešić           |
| Kategoria do 66 kg  | Stéfan Clément    | Vladimiros Matias        | Hrachia Malkhasian Ismael Navarro     |
| Kategoria do 71 kg  | Franck Hassli     | Mohamed Zarouri          | Vassilios Myxakis                     |
| Kategoria do 75 kg  | Ricardo Gil       | Juan José Ruiz           | Carlos Thomas                         |
| Kategoria do 80 kg  | Goran Bulatović   | Rafael Samurgaszew       | Nikolaos Warkas                       |
| Kategoria do 85 kg  | Samba Diong       | Jesús Gasca              | Pedro Jacinto García Reginaldo Santos |
| Kategoria do 98 kg  | Leokratis Kesidis | Narek Setaghyan          | Luc Zanetton                          |
| Kategoria do 130 kg | Nemanja Pavlović  | Branko Živanović         | Boban Živanović Aleksandros Papadatos |

#### Styl wolny
| Konkurencja         | Złoto                   | Srebro                | Brąz                             |
| Kategoria do 57 kg  | Juan Pablo González     | Theoharis Kalinidis   | Carlos Álvarez                   |
| Kategoria do 61 kg  | Levan Metreveli         | Adil Adili            | Nikolaos Aruzmanidis             |
| Kategoria do 65 kg  | Yunier Castillo         | Stelios Mamas         | Adam Vella                       |
| Kategoria do 70 kg  | Andreas Triantafyllidis | Jonathan Álvarez Díaz | Airam González                   |
| Kategoria do 74 kg  | Jeorjos Sawulidis       | Aron Caneva           | Alberto Martínez                 |
| Kategoria do 86 kg  | Taimuraz Friev          | Timofei Ksenidis      | Daniel Rama                      |
| Kategoria do 97 kg  | Michalis Tsikowanis     | Aleksios Kauslidis    | Damian Iglesias Héctor Rodríguez |
| Kategoria do 125 kg | Joanis Arzumanidis      | José Cuba             | Aris Theodoridis                 |

### Kobiety

#### Styl wolny
| Konkurencja        | Złoto                    | Srebro            | Brąz                 |
| Kategoria do 48 kg | Liliana Costa dos Santos | Eugenia Bustabad  | Nekane Cepas         |
| Kategoria do 53 kg | Vania Gomes Guerreiro    | Aitzane Gorria    | Marina Rueda         |
| Kategoria do 55 kg | Karima Sánchez           | Elif Yanık        | Francesca Indelicato |
| Kategoria do 58 kg | Blanca Rodríguez         | Ayşe Vatansever   | Virginia Tsaknaki    |
| Kategoria do 60 kg | Nuray Karadağ            | Maialen Guelbenzu | Lydia Pérez          |
| Kategoria do 63 kg | Dalma Caneva             | Agoro Papawasiliu | Aurora Fajardo       |
| Kategoria do 69 kg | Maria Luiza Wrioni       | Aslı Tuğcu        | Ana García Quirós    |
| Kategoria do 75 kg | Maider Unda              | Noelia Lalín      | Estefanía Ramírez    |